# Kabbasin
Kabbasin (arab. قباسين) – miasto w Syrii, w muhafazie Aleppo. W 2004 roku liczyło 11 382 mieszkańców.